# Arroyomolinos de la Vera
Arroyomolinos de la Vera es un municipio español de la provincia de Cáceres, Extremadura.

## Símbolos
El escudo de Arroyomolinos de la Vera fue aprobado mediante el "Decreto 1097/1968, de 9 de mayo, por el que se autoriza al Ayuntamiento de Arroyomolinos de la Vera, de la provincia de Cáceres, para adoptar su Escudo heráldico municipal", publicado en el Boletín Oficial del Estado el 3 de junio de 1968 y aprobado por el Ministro de la Gobernación Camilo Alonso Vega tras el Consejo de Ministros del 3 de mayo de 1968. El escudo se define oficialmente así:

Partido. Primero, verado de plata y azur. Segundo, de sinople, tres ruedas de molino de plata, puestas en situación de faja. Al timbre, corona real.

## Localización
Se encuentra al noreste de la provincia y al oeste de la mancomunidad de La Vera. Linda con los municipios de Barrado, Gargüera de la Vera, Piornal, Pasarón de la Vera y Tejeda del Tiétar. Sus aguas vierten al río Tiétar.

## Historia
A la caída del Antiguo Régimen la localidad se constituye en municipio constitucional en la región de Extremadura, conocido entonces como Arroyomolinos de Vera. Desde 1834  quedó integrado en el partido judicial de Plasencia. En el censo de 1842 contaba con 100 hogares y 550 vecinos

## Demografía
Arroyomolinos de la Vera cuenta con una población de 426 habitantes (INE 2024).
| Gráfica de evolución demográfica de Arroyomolinos de la Vera entre 1842 y 2021                                                                                              |
| |
| Población de derecho según los censos de población del INE Población de hecho según los censos de población del INEEn este censo se denominaba Arroyomolinos de Vera: 1842. |

## Patrimonio

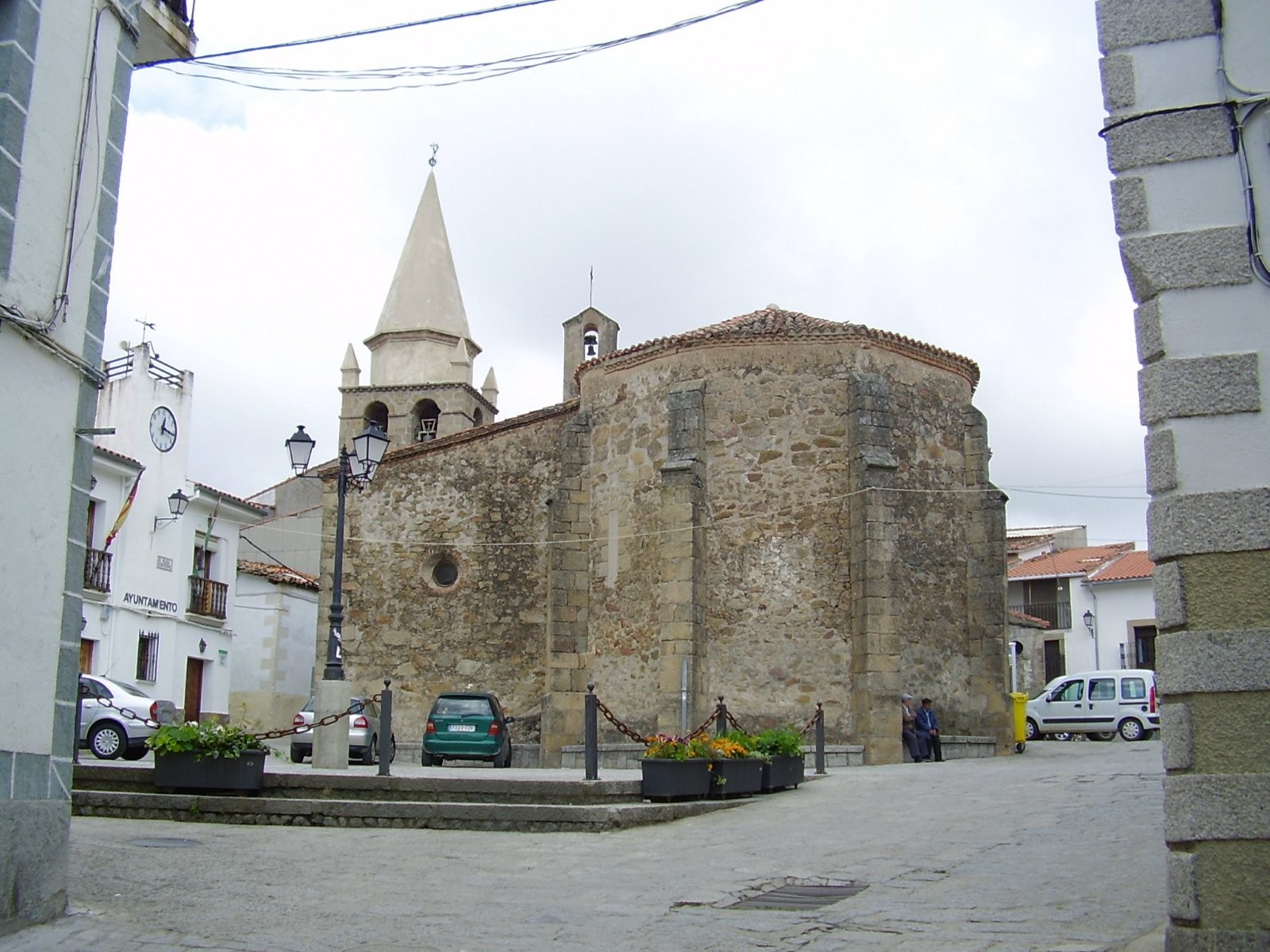
Iglesia de Arroyomolinos de la Vera.

En Arroyomolinos de la Vera se encuentran los siguientes monumentos:
- Plaza de España, es el centro del pueblo
- Iglesia parroquial católica bajo la advocación de San Nicolás de Bari, en la archidiócesis de Mérida-Badajoz, diócesis de Plasencia, arciprestazgo de Jaraíz de la Vera;[8]
- Torre de la iglesia, separada de la misma y característica por esa razón.
- Ermita del Cristo del Humilladero.
- Fuente del Llano, llamada el Pilón o el Caño. Su agua se utiliza por los vecinos para regar las flores, para limpiar las puertas, dar de beber a los burros o refrescarse en verano. Su agua es potable.
- Plazuela de la Atalaya.

## Fiestas locales

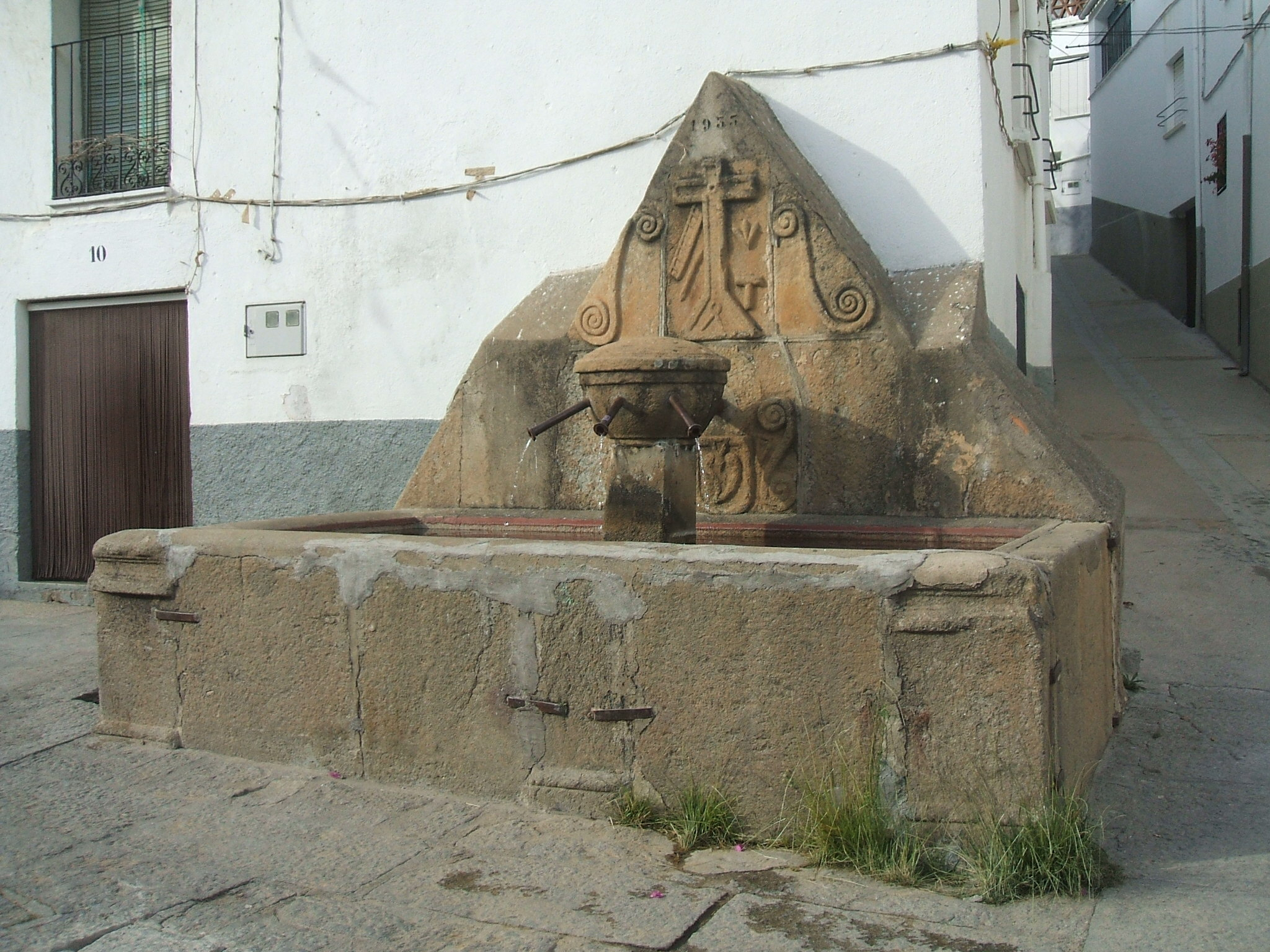
Fuente en Arroyomolinos de la Vera.

En Arroyomolinos de la Vera se celebran las siguientes fiestas:
- la fiesta más importante es San Roque patrón del pueblo,16, 17, 18 de agosto;
- San Pablo, 25 de enero;
- Las Candelas, 2 de febrero;
- Jueves de Comadres;
- Carnavales;
- Semana Santa;
- Cristo del Humilladero, 3 de mayo;
- San Juan, 24 de junio;
- San Pedro, 29 de junio;
- Chaquetíao Día de la junta, 1 de noviembre.